# Cappadonna
Дерріл Хілл (нар. 18 вересня 1968, Нью-Йорк, США), більш відомий під сценічним псевдонімом Cappadonna — американський репер. Він є учасником хіп-хоп колективу Wu-Tang Clan і Theodore Unit разом з Ghostface Killah.

## Музична кар'єра
Cappadonna (також відомий як Cappachino) був відомий майбутнім членам Ву-Танг і був наставником U-God. Однак Каппадонна потрапив до в'язниці, і його замінив Method Man.
Каппадонна дебютував на синглі Raekwon «Ice Cream» 1995 року з альбому Only Built 4 Cuban Linx... .Він також був почесним гостем разом із Рейквоном на дебютному сольному альбомі Ghostface Killah, Ironman. Він вперше з'явився на альбомі Wu-Tang Clan у 1997 році на Wu-Tang Forever у синглі «Triumph». Після своєї появи на Forever він зробив значний внесок  до третього студійного альбому групи, The W, після чого його виступи більше не позначалися «Featuring Cappadonna», як це було на Forever . Після розбрату з RZA наступного року через гонорари, він взагалі не з’явився в наступному альбомі групи Iron Flag. Він возз’єднався з групою під час концерту Rock the Bells у 2004 році та з’явився на альбомі 8 Diagrams у 2007 році.
Статус Каппадонни як учасника Wu-Tang або як відомого виконавця змінювався протягом багатьох років, хоча і група, і фанати довго називали його «неофіційним десятим учасником». Крім того, хоча його вокал на 8 Diagrams не був позначений «Feat. Cappadonna", подібно до The W, він не з'являється на обкладинці разом з оригінальними вісьмома учасниками, і не представлений у буклеті альбому. На прес-конференції, яка відбулася 2 жовтня 2014 року в Warner Studios з нагоди майбутнього випуску альбому Wu-Tang Clan A Better Tomorrow, RZA пояснив будь-яке непорозуміння щодо приналежності Каппадонни до Wu-Tang Clan, заявивши, що Каппадонна був офіційним членом Wu-Tang Clan, починаючи з 8 Diagrams.
Дебютним сольним альбомом Каппадонни став The Pillage 1998 року, який дебютував на 3-му місці в чартах і отримав золотий статус. Його наступний альбом - The Ying and The Yang 2001 року - дебютував під номером 51 у чартах. Зберігаючи пильність у своїй підтримці The Clan, він потім взяв участь в понад 25 релізах, включаючи класичні альбоми Raekwon, Method Man і Ghostface Killah.
Відомий своїм барвистим гардеробом, він часто посилається на модельєрів і свою велику колекцію бутикового одягу у своїх піснях. 
У 2019 році Каппадонна взяв участь у документальному фільмі на честь 25-ї річниці дебютного альбому Wu-Tang Clan Enter the Wu-Tang (36 Chambers), Wu-Tang Clan: Of Mics and Men.

## Дискографія

### Студійні альбоми
- The Pillage (1998)
- The Yin and the Yang (2001)
- The Struggle (2003)
- The Cappatilize Project (2008)
- Slang Prostitution (2009)
- The Pilgrimage (2011)
- Eyrth, Wynd and Fyre (2013)
- Hook Off (2014)
- The Pillage 2 (2015)
- Ear Candy (2018)
- Black Is Beautiful (2020)
- Show Me The Money (2020)
- Black Tarrzann (2021)
- Slow Motion (2022)